# OPPO A73
OPPO A73是OPPO於2018年1月推出的中階智慧型手機。搭載基於Android 7.1的ColorOS 3.2系統、6吋2160x1080 FHD+螢幕、聯發科Helio P23處理器、3GB記憶體、32GB儲存空間。
該機在東南亞地區(除新加坡市場)被稱為OPPO F5 Youth。